# Dorcadion seminudum
Dorcadion seminudum là một loài bọ cánh cứng trong họ Cerambycidae.